# Глушець чорнодзьобий
Глушець чорнодзьобий (Tetrao urogalloides) — вид куроподібних птахів родини фазанових. Поширений в Північній Азії.

## Поширення
Вид населяє Східний Сибір, Монголію і північну частину Китаю. Його ареал починається від долини річки Курейка і озера Байкал і простягається до Маньчжурії, острова Сахалін і Камчатки; камчатська популяція є ізольованою, оскільки «континентальна» популяція простягається до долини річки Анадир. Трапляється, що гібриди народжуються між Tetrao urogallus і Tetrao urogalloides на самому заході ареалу, тому що два види там співіснують і залишаються взаємоплідними.
Чорнодзьобий глушець живе в гірських лісах і на рівнинах в тайзі. Трапляється в змішаних, листяних і соснових лісах. На Камчатці живе в низьких березових лісах. Осілий птах, з незначними міграціями.

## Підвиди
Виділяють два підвиди:
- T. urogalloides urogalloides — північно-східна Азія.
- T. urogalloides kamtschaticus — Камчатка.

## Опис
Вага самця 3-4 кг. Він трохи менший за самця глушця білодзьобого, його колір чорний з характерними округлими білими плямами на криючих крил, має короткий чорний дзьоб і довгі хвостові пера з білими плямами. У самців над очима червоні брови і коротка чорна борода. Самиці трохи менші, маса тіла 2–2,7 кг. Вони схожі на самиць глухарів, але не мають червоної плями на грудях.

## Спосіб життя
Глушець чорнодзьобий з листопада по березень їсть переважно хвою та бруньки листяних дерев. Влітку поїдають хвою модрини, різні частини рослин, ягоди, лісові плоди та комах. Восени птахи повинні накопичити дуже великі запаси жиру, які дозволять їм пережити сувору і морозну зиму.
Птахи плідні вже на першому році життя. Але самці зазвичай спаровуються на другому році і не розмножуються в присутності старших самців. Вид полігамний, самець спаровується з більшою кількістю курей. Токування починається в березні і триває до кінця травня. Кульмінація — кінець квітня — початок травня. Самці токують на землі та на деревах. Самець видає своєрідні клацання, схожі на звуки кастаньєт, які можна почути з відстані 250 метрів.
Гніздо — викопана нора в землі, помірно прихована. Перші яйця самиці відкладають у травні. Насиджування триває 24–26 днів. Перша їжа складається з комах, ягід і фруктів. Пізніше раціон пташенят змінюється на більш рослинний.